# Kōsei Shibasaki
Kōsei Shibasaki (柴崎 晃誠 Shibasaki Kōsei?,  Unzen, Nagasaki, 28 de agosto de 1984) es un exfutbolista japonés que jugaba de centrocampista.

## Selección nacional
En junio de 2011 fue convocado para ser parte de la selección de Japón que enfrentó a Perú, aunque finalmente no jugó.
| Selección | País  | Año       |
| --------- | ----- | --------- |
| Sub-20    | Japón | 2002-2004 |

## Clubes
| Club                   | País  | Año       |
| ---------------------- | ----- | --------- |
| Tokyo Verdy            | Japón | 2007-2010 |
| Kawasaki Frontale      | Japón | 2011-2012 |
| Tokyo Verdy (préstamo) | Japón | 2012      |
| Tokushima Vortis       | Japón | 2013      |
| Sanfrecce Hiroshima    | Japón | 2014-2023 |

## Palmarés

### Títulos nacionales
| Título             | Club                | País  | Año  |
| ------------------ | ------------------- | ----- | ---- |
| Supercopa de Japón | Sanfrecce Hiroshima | Japón | 2014 |
| J1 League          | Sanfrecce Hiroshima | Japón | 2015 |
| Supercopa de Japón | Sanfrecce Hiroshima | Japón | 2016 |
| Copa J. League     | Sanfrecce Hiroshima | Japón | 2022 |